# Dacus fasciolatus
Dacus fasciolatus är en tvåvingeart som beskrevs av Collart 1940. Dacus fasciolatus ingår i släktet Dacus och familjen borrflugor. Inga underarter finns listade i Catalogue of Life.